# Sir Rupert's Wife
Sir Rupert’s Wife es una película muda británica de 1922, dirigida por W. Courtney Rowden y protagonizada por Clive Brook.

## Otros créditos
- Color: Blanco y negro
- Sonido: Muda

- Datos: Q9077887